# 京那巴鲁类蛭
京那巴鲁类蛭（学名：Mimobdella buettikoferi），是婆羅洲京那巴鲁山特有的沙蛭科类蛭属物種，可長至30公分長，全身呈橙紅色，棲息於海拔2500米至3000米山區的枯枝落葉和土壤中，主要以基納巴盧巨型蚯蚓等蠕蟲為食。